# تعدد الزوجات
- في الهند، الفلبين، سنغافورة، ماليزيا، سري لانكا، وإريتريا، وتعدد الزوجات هو القانوني الوحيد للمسلمين.
- في موريشيوس، تعدد الزوجات ليس لها الاعتراف القانوني. الرجل المسلم يستطيع، ومع ذلك، "الزواج" ما يصل إلى أربع نساء، ولكن لم يكن لديهم الوضع القانوني للزوجات .

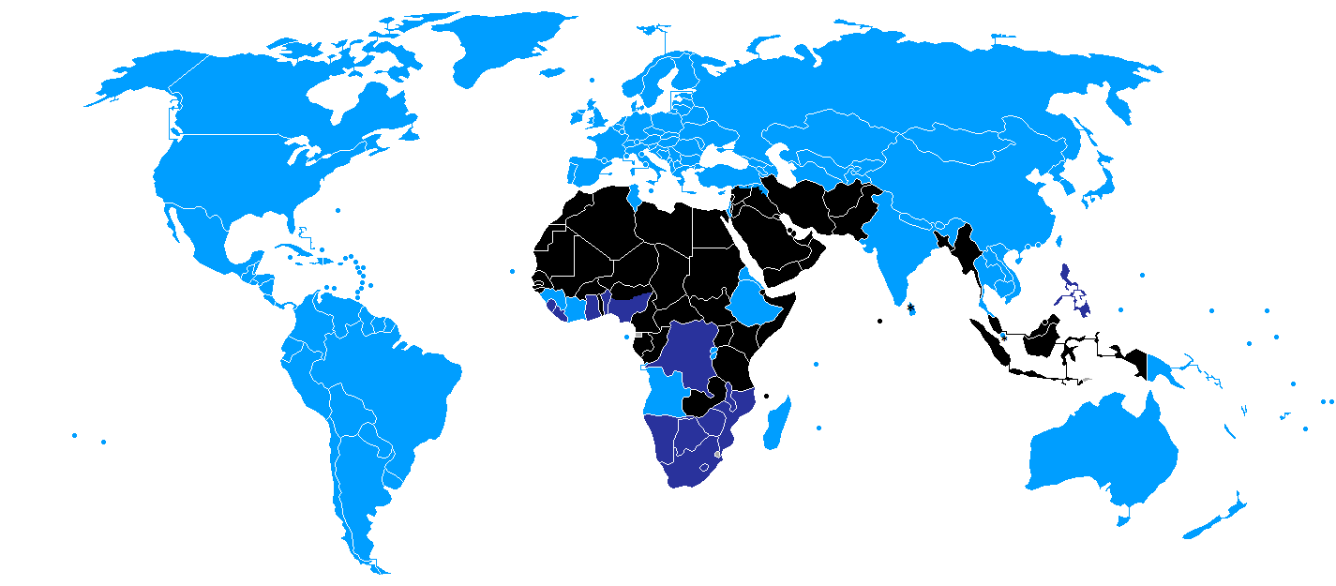
تعدد الزوجات مسموح به ويمارس.
تعدد الزوجات عموما غير قانوني، إلا أن ممارسته غير مجرّمة بالكامل.
تعدد الزوجات محظور تماما وممارسته مجرّمة.
الوضع القانوني غير معروف أو غامض.
- في الهند، الفلبين، سنغافورة، ماليزيا، سري لانكا، وإريتريا، وتعدد الزوجات هو القانوني الوحيد للمسلمين.
- في موريشيوس، تعدد الزوجات ليس لها الاعتراف القانوني. الرجل المسلم يستطيع، ومع ذلك، "الزواج" ما يصل إلى أربع نساء، ولكن لم يكن لديهم الوضع القانوني للزوجات.

البلدان التي تقبل تعدد الزوجات.

تعدد الزوجات هو ممارسة تقوم على تزوج الرجل بأكثر من امرأة في وقت واحد، تعدد الزوجات جائز في بضعة أديان مثل الإسلام وبعض الطوائف المسيحية مثل المورمونية. في حين تبيح قوانين بعض الدول تعدد الزوجات فإنه ممنوع في دول أخرى وأحياناً قد تصل العقوبة للسجن. يختلف العدد المسموح به من الزوجات من ثقافة لأخرى. كما يختلف انتشار تعدد الزوجات حول العالم بحسب الثقافة والمفاهيم التقليدية السائدة، وتنتشر هذه الممارسة في القارة الأفريقية أكثر من أي قارة أخرى خصوصاً في منطقة غرب أفريقيا.

## ذكر التعدد في القرآن الكريم
جاء ذكر التعدد في القرآن في سورة النساء: ﴿وَإِنْ خِفْتُمْ أَلَّا تُقْسِطُوا فِي الْيَتَامَى فَانْكِحُوا مَا طَابَ لَكُمْ مِنَ النِّسَاءِ مَثْنَى وَثُلَاثَ وَرُبَاعَ فَإِنْ خِفْتُمْ أَلَّا تَعْدِلُوا فَوَاحِدَةً أَوْ مَا مَلَكَتْ أَيْمَانُكُمْ ذَلِكَ أَدْنَى أَلَّا تَعُولُوا ۝٣﴾ [النساء:3]

## شروط التعدد في الإسلام
قد أحل الإسلام تعدد الزوجات ولكن بشروط فإن لم يكن الرجل يملك هذه الشروط فلا يحق له التعدد ومن أهم هذه الشروط :
1- العدل: العدل هو أهم الشروط : قال تعالى: ﴿فَإِنْ خِفْتُمْ أَلاَّ تَعْدِلُواْ فَوَاحِدَةًۦۚ﴾ [النساء:3] فإن كان الإنسان غير قادر على العدل فلا يحق له التعدد ويكون العدل في كل الصور في المأكل والمشرب والملبس والمسكن فلا يُفَرِقْ بين الأولى والثانية في المال أو المبيت.
2- القدرة على الإنفاق على الزوجات والقدرة الجسدية والمادية لمن يريد التعدد في الزوجات.

## التعدد في المسيحية
```
لم يحرم العهد القديم تعدد الزوجات، بل ان هنالك أكثر من 40 شخصية مهمة تم ذكرها في العهد القديم متزوجة من أكثر من زوجة، مثل سليمان والذي كان لديه 700 زوجة
[
5
]
 بالإضافة 
لموسى
، 
داوود
... الخ. أما في 
العهد الجديد
 فلم يرد التحريم نصا، ولكن تم فهمه من خلال الإشارة إلى نصوص تتكلم عن وحدة الزوج والزوجة. في الرسالة الأولى إلى 
تيموثاوس
 تم تقييد عدد زوجات قادة 
الكنيسة
 بزوجة واحدة.
```

في عام 1524 شرح مارتن لوثر في رسالته إلى قنصل ساكسون جريجور بروك بأنه لم يستطع منع ولي منطقة هيسن فيليب [بحاجة لمصدر] من الزواج من أكثر من زوجة لانه لا يوجد تعارض مع الكتاب المقدس
النصوص الاتية توضح مفهوم العلاقة بين الزوج والزوجة في الإنجيل:
1. ولكن لسبب الزنى ليكن لكل واحد امراته وليكن لكل واحدة رجلها.
2. ليوف الرجل المراة حقها الواجب وكذلك المرأة أيضا الرجل.
3. ليس للمراة تسلط على جسدها بل للرجل. وكذلك الرجل أيضا ليس له تسلط على جسده بل للمراة.
4. لا يسلب احدكم الآخر إلا أن يكون على موافقة (كور7:2-5) وقال: من أجل هذا يترك الرجل أباه وأمه ويلتصق بامرأته ويكون الاثنان جسدا واحدا.
5. إذا ليسا بعد اثنين بل جسد واحد. فالذي جمعه الله لا يفرقه إنسان (مت5-19:6).

## الانتشار
تعتبر القارة الأفريقية اليوم أكثر القارات التي تحدث فيها حالات تعدد الزوجات. يرى بعض العلماء أن تأثير تجارة الرقيق على نسبة الرجال إلى النساء في القارة السمراء هو عامل رئيسي في ظهور تعدد الزوجات وتحصينه في المناطق الأفريقية. يزداد تأخر وسطي عمر الزواج الأول للشباب كلما زادت حالات تعدد الزوجات في المناطق الريفية التي تشهد نموًا سكانيًا كبيرًا، وكلما زاد معدل تعدد الزوجات، ازدادت معه سيطرة الشيوخ على المجتمع (الغيرونتوقراطية)، وازدادت أيضًا الطبقية الاجتماعية.
يمتد حزام تعدد الزوجات الأفريقي من السنغال في الغرب إلى تنزانيا في الشرق، تقدّر نسبة النساء المتورّطات في زواج متعدّد في هذه المنطقة بثلث النساء إلى نصفهن. وينتشر تعدد الزوجات بشكل خاص في غرب أفريقيا. تاريخيًا، كان تعدّد الزوجات مقبولًا بشكلٍ جزئي في المجتمع العبري القديم، وفي الصين القديمة وفي ثقافات متفرّقة عند كلّ من الهنود الحمر، والأفريقيين والبولنيزيين. يُعتبر تعدد الزوجات في العصور القديمة أمرًا معروفًا في شبه القارة الهندية، وكان أمرًا مقبولًا أيضًا في اليونان القديمة حتّى زمن الإمبراطورية الرومانيّة والكنيسة الكاثوليكية الرومانية.
تُمارس ثقافة تعدد الزوجات في أمريكا الشمالية من قبل بعض المورمونين، ككنيسة يسوع المسيح الأصولية لقديسي اليوم الحاضر (التي تُعرف اختصارًا باللغة الإنكليزيّة بـ " FLDS Church").

## السبب والتفسير

### الزيادة في تقسيم العمل
كانت عالمة الاقتصاد الفرنسية، إيستر بوسيروب، هي أول من اقترح في عام 1970 أنّ لارتفاع معدّل تعدّد الزوجات في المناطق الأفريقية الواقعة إلى الجنوب من الصحراء الكبرى جذورٌ في التقسيم الجنسي للعمل في جرف الأراضي الزراعية والمساهمة الاقتصادية الكبيرة للمرأة فيها، إذ يُقسّم العمل في بعض مناطق الزراعة المتنقلة –حيث تزداد نسب تعدّد الزوجات- على أساس الجنس بوضوح صارخ، وعادةً ما يقوم الرجال والصبية الأكبر سنًا بمهام قطع الأشجار استعدادًا لإنشاء أراضٍ جديدة، وبتسييج الحقول لحمايتها من الحيوانات البرية، ويقومون أيضًا في بعض الأحيان بعمليات الغرس الأولي للمحاصيل (بالإضافة إلى مهام الصيد البري، وصيد الأسماك، وتربية الماشية). تستلم الزوجات بالمقابل مهام الزراعة الأخرى، ومهام تجهيز وتوفير الغذاء للعائلة وأداء الواجبات المنزلية الأخرى تجاه زوجها وعائلتها. تشير بوسيروب إلى أنه وبالرغم من النسبة الكبيرة التي يحتلها العمل الذي تقوم به النساء من إجمالي الأعمال التي تشكل أساس الحياة في المناطق الواقعة جنوب الصحراء الأفريقية الكبرى، فإن النساء لا يحصلن على الحصة الأكبر من الفوائد التي تتلاءم مع النجاح الاقتصادي والزراعي الذي تتسبّبن به.
يستفيد المزارع المسن، الذي يملك العديد من الزوجات والعديد من الصبيان الصغار، من وجود قوّة عاملة أكبر بكثير داخل أسرته. فمن الممكن من خلال الجهود المشتركة لزوجاته الشابات وأبنائه اليافعين أن يتوسع تدريجيًا في عمله بالزراعة، الأمر الذي يعني عائدًا ماديًا أعلى. بالمقابل، فإنّ الرجل الذي يمتلك زوجة واحدة، يحصل على مستوىً أقل من المساعدة في أعمال الزراعة، ومساعدة بسيطة -إن لم تكن معدومة- في عملية قطع الأشجار. ترحّب النساء اللاتي عشن في مثل هذا التركيب الاجتماعي بتعدد الزوجات، لأن ذلك يخفف من عبء العمل اليومي عليهن، بيد أن الزوجة الثانية تقوم في هذه الحالة بالأعمال الأكثر إرهاقًا، كما لو كانت خادمة للزوجة الأولى، وستكون منزلتها الاجتماعية أدنى من منزلة الزوجة الأولى. خلصت دراسة أجريت في الثلاثينيات من القرن العشرين، على شعب الميدني الذي يقطن جمهورية السيراليون في أقصى غرب القارة الأفريقية، إلى اعتبار تعدد الزوجات ربحًا زراعيًا، لأنه يُغني عن توظيف العمال وإعطائهم أجورًا مقابل عملهم بالزراعة. يعتبر تعدّد الزوجات منفعة اقتصاديّة في العديد من المناطق الريفية. يمكّن الوضعُ الاقتصادي للزوجة الإضافية -في بعض الحالات- الرجلَ من الحصول على قسط أكبر من الراحة.
أظهرت الدراسة التي اعتمدت على المقارنة والتي أجراها عالم الإنسانيات جاك غودي حول الزواج في مختلف أنحاء العالم بمساعدة منظمة ملفات مجال العلاقات الإنسانية وجود علاقة تاريخية بين ممارسة البستنة المتنقلة في نطاقات واسعة وتعدد الزوجات في أغلب المجتمعات الأفريقية الواقعة إلى الجنوب من الصحراء الكبرى. لاحظ غودي -بالاعتماد على الدراسات التي أجرتها إيستر بوسيروب- أنّ من يقوم بالقسم الأكبر من العمل في بعض المناطق ذات الكثافة السكانية المنخفضة، حيت يعمل السكان بالزراعة المتنقلة، هم النساء، وهو الأمر الذي يشجع الرجال على تعدد الزوجات إذ يستثمرون في هذه الحالة في النساء القيّمات في العمل، وفي التوالد على حدّ سواء. لاحظ غودي أن الترابط الذي تقترحه بوسيروب ليس كاملًا ويصف النظام الذي يهيمن فيه الذكور بشكل تقليديّ، وإن كان يشمل نظمًا زراعيًة واسعة النطاق كتلك الموجودة في معظم مناطق غرب أفريقيا، وخاصة منطقة السافانا، حيث يحدث تعدد الزوجات بصورة أكثر انتشارًا لإنتاج أكبر ذريّة ممكنة من الذكور الذين لهم قيمة عالية بالعمل في الزراعة.
ناقش عالما الأنثروبولوجي دوغلاس آر. وايت وميشيل إل. بورتون في بحثهما المشترك الذي حمل عنوان أسباب تعدد الزوجات: البيئة، الاقتصاد، النسب والصراع، ملاحظة غودي المتعلقة بالأنظمة الزراعية الذكورية في أفريقيا ودعماها، إذ ذكر المؤلّفان في بحثهما «عارض غودي (عام 1973)» فرضيّة مساهمة الإناث. ولاحظت المقارنة التي أجراها دورجان (عام 1959) بين شرق وغرب أفريقيا، والتي أظهرت مستويات مساهمة زراعية أعلى للإناث في شرق أفريقيا، مقابل معدلات أعلى لتعدد الزوجات في غرب أفريقيا، وخاصة في مناطق السافانا، حيث من السهل ملاحظة المساهمة الزراعية العالية للذكور. يقول غودي «إنّ الأسباب الكامنة وراء تعدد الزوجات، هي أسباب جنسية وتناسلية، وليست اقتصادية وإنتاجية» (1973:189) مُعتبرًا أنّ هدف الرجال من الزواج أكثر من مرة هو زيادة الخصوبة والحصول على أسرة كبيرة فيها العديد من الشبان التابعين.
أظهر تحليل أجراه جيمس فينيكس في عام 2012 أنّ لمعدل وفيات الأطفال والصدمات الاقتصادية المرتبطة بالبيئة ارتباط أقوى بمعدلات تعدد الزوجات في أفريقيا بالمقارنة مع المساهمات الزراعية للإناث (التي عادة ما تكون بسيطة نسبيًا في مناطق السافانا وساحل غرب أفريقيا حيث معدّل تعدد الزوجات أعلى من غيره في باقي المناطق الأفريقية) وأظهر أيضًا انخفاض معدلات تعدد الزوجات بشكل كبير مع انخفاض معدلات وفيات الأطفال.

## النتائج
من بين 1,231 مجتمعاً مدرجة في الأطلس الإثنوغرافي لعام 1980، وجد أن 186 مجتمعاً تمارس الزواج الأحادي، و453 مجتمعاً تمارس تعدد الزوجات بشكل متقطع، و588 مجتمعاً تمارس تعدد الزوجات بشكل أكثر تواتراً، بينما يمارس 4 مجتمعات تعدد الزوجات. أظهرت بعض الأبحاث أن الذكور الذين يعيشون في زواج تعدد الزوجات قد يعيشون لمدة أطول بنسبة 12 بالمائة. قد يمارس تعدد الزوجات حيث تكون نسبة الذكور إلى الإناث أقل، وقد ينتج ذلك عن زيادة معدل وفيات الرضع الذكور بسبب الأمراض المعدية. ومع ذلك، فإن نسبة الجنسين الطبيعية عند الولادة متحيزة بالفعل بشكل طفيف لصالح الذكور (نسبة الجنسين الطبيعية حوالي 105 ولد / 100 فتاة عند الولادة؛ بشكل عام في حدود 103-107)؛ وفي الوقت الحاضر، في بعض البلدان، يكون هذا التحيز أكثر لصالح الذكور بسبب الإجهاض الانتقائي على أساس الجنس وقتل الإناث الرضع.

### العنف
تُظهر الأبحاث أن تعدد الزوجات يُمارس على نطاق واسع حيث تكون المجتمعات غير مستقرة، وأكثر عنفًا، وأكثر عرضة لغزو الجيران، وأكثر عرضة للفشل. وقد يُعزى ذلك إلى عامل عدم المساواة في تعدد الزوجات، حيث أنه إذا كان أغنى وأقوى 10٪ من الذكور لديهم أربع زوجات لكل منهم، فإن الثلاثين بالمائة الأدنى من الذكور لا يمكنهم الزواج. في أفضل عشرين دولة في مؤشر الدول الهشة لعام 2017، يُمارس تعدد الزوجات على نطاق واسع. في غرب إفريقيا، أكثر من ثلث النساء متزوجات من رجل لديه أكثر من زوجة واحدة، وأظهرت دراسة لـ 240.000 طفل في 29 دولة أفريقية أيضًا أنه، بعد التحكم في العوامل الأخرى، كان الأطفال في الأسر المتعددة الزوجات أكثر عرضة للموت صغارًا. وجدت دراسة أجريت عام 2019 على 800 مجموعة عرقية ريفية أفريقية ونُشرت في مجلة حل النزاعات أن "الشباب الذين ينتمون إلى مجموعات متعددة الزوجات يشعرون بأنهم يعاملون بشكل أكثر عدم مساواة وأنهم أكثر استعدادًا لاستخدام العنف مقارنة بأولئك الذين ينتمون إلى مجموعات واحدة الزوجة".

### الانتقاد
يركز انتقاد تعدد الزوجات على رفاهية الزوجات في مثل هذه الزيجات، بما في ذلك الإكراه، وبيع وشراء الزوجات (مثل من خلال مهر العروس، وهو أمر شائع في المجتمعات التي تمارس تعدد الزوجات)، والمخاوف بشأن عدم المساواة ومصير الشباب الذين يتركون دون زوجات (مثل الأولاد الضائعين في كنيسة يسوع المسيح لقديسي الأيام الأخيرة الأصولية)، وكذلك العلاقة بين تعدد الزوجات الممارس على نطاق واسع في المجتمع والحرب.
يُظهر فارس مسدور في مقالته عن تعدد الزوجات ان فكرة تعدد الزوجات تواجه انتقادات واسعة من قِبل من لا يفهمون حقيقتها ومقاصدها في الإسلام. بل إن بعضهم ذهب أبعد من ذلك ودعا إلى منع التعدد تمامًا، مما دفع بعض الدول العربية والإسلامية إلى سن قوانين تعيق وتعرقل هذه الممارسة، بل وتمنعها في بعض الحالات. وقد شهدت هذه الدول ارتفاعًا ملحوظًا في نسبة العنوسة، وتراجعًا في الرغبة في الزواج، وزيادة في معدلات الطلاق والتفكك الأسري. ونتيجة لذلك، انتشر الفقر، وتراجع مستوى التعليم، وارتفعت نسبة الهروب المدرسي. وفي ظل كل هذه الظروف، ازدادت ظاهرة الزنا والأفعال المنحرفة بشكل كبير.